# 이성군 묘
이성군 묘(利城君 墓)는 경기도 고양시 덕양구 대자동에 있는 조선시대의 무덤이다. 1986년 6월 16일 고양시의 향토문화재 제4호로 지정되었다.

## 개요
묘는 대자동 대자골에 위치하며 이성군의 봉분을 중심으로 배 곤산군부인 남평문씨와 계배 풍산군부인 안동 권씨의 봉분이 좌우에 있다. 3기의 봉분 앞에는 묘비가 서 있으며 봉분의 총둘레는 17cm이다. 묘역의 석물로는 묘 앞 중앙에 상석, 장명등, 망주석, 문인석 등이 각기 배치되어 있다.
명종 11년(1556)에 세운 대리석의 묘비는 ‘왕자이성군 증시장평공지묘’라 쓰여져 있는데 장방형의 비좌에 정교하게 조각된 이수를 갖추고 있다. 비문은 정사룡이 짓고 송인이 글씨를 썼으며 한경우가 전자를 썼다.
현재 비의 규모는 높이 170cm, 폭 65cm, 두께 15cm이다.
이성군 관은 조선 제 9대 성종의 아홉째 아들로서 성종 20년(1489)에 출생하여 명종 7년(1552)에 돌아갔다. 자는 공숙이며 어머니는 숙용 심씨이다. 연산군 3년(1497)에 이성군에 봉해지고 문소전, 연은전, 종부시, 사옹원 등의 도제조를 역임하였다. 명종 즉위년(1545)에 위사원종공신 1등이 되었다.
그림에도 매우 뛰어나 인종 원년(1545) 선왕의 초상화를 그릴 때에 이를 주관하였다. 시호는 장평.

## 같이 보기
- 이성군 (1489년)

## 참고 문헌
- 이성군 묘 (利城君墓) - 고양시의 문화관광 - 향토유적